# مي عريضة
مي عريضة هي إحدى النساء اللبنانيات الرائدات في المجال الثقافي، إذ أنشأت مسرح مهرجانات بعلبك، سنة 1968، مع أعضاء لجنة بعلبك لمنح طُلاب الفن والتمثيل فرصة التمرين على الأداء على خشبة المسرح. وتولّت منصب رئيسة مهرجانات بعلبك الدولية منذ سنة 1973 إلى أن تسلّمت مركز رئيسة الشرف لاحقًا، لتستقيل منه قُرابة سنة 2016.
وُلدت عريضة سنة 1926 في بيروت، من أب وأم لبنانيين هما حبيب الخوري سعادة، وماري صعب الخوري سعادة، واسمها الأصلي مي الخوري سعادة، وتزوجت لاحقًا من كارلوس عريضة فحملت كنيته. تولَّت رئاسة الاتحاد اللبناني للتزلج على الماء، من سنة 1953 حتى 1961. ومن أبرز إنجازاتها أنها أشرفت على تنظيم مهرجانات بعلبك الدولية (التي وُلدت في سنة 1956 بتشجيع من الرئيس كميل شمعون) طيلة ما يقرب من 50 سنة، وأدرج اسمها من بين أهم 100 امرأة في مركز مدير في أوروبا والوطن العربي، وقد عرفت مهرجانات بعلبك الدولية عصرًا ذهبيًّا في فترة رئاسة عريضة، فوُصفت بأنها «السيدة الجديرة بِقيادة المهرجانات ولجنته إلى المستويات اللائقة محليًّا وعالميًّا».
نشأت مي عريضة في حي السوديكو ببيروت، في ذات المبنى الذي افتتح فيه والدها عيادةً طبيَّة. تزوَّجت أوَّل مرَّة من إبرهيم سرسق في 16 تشرين الأول (أكتوبر) 1942، وعاشت معه في دار عائلته، كما انتقلت لتعيش معه في مصر لِفترةٍ قصيرة قبل أن يعودا إلى لُبنان، حيثُ أنجبت بناتها الثلاث، أمل، وجُمانة، وليندا. لم يستمر هذا الزواج سوى بضع سنين بعد أن اكتشفت عريضة خيانة زوجها لها، فتوجّهت إلى مقر بطريركية الروم الأرثوذكس في دمشق، وحصلت على الطلاق بعد ستة أشهر من طلبها إياه، وتحديدًا في نهاية سنة 1949. تزوجت لاحقًا من كارلوس عريضة، وأنجبت منه ابنة سمّتها ماريَّا. وفي سنة 1952، انتُخب كميل شمعون رئيسا للجمهورية بعد استقالة بشارة الخوري، وقرر الرئيس الجديد دعم فكرة إقامة مهرجانات ثقافيَّة في قلعة بعلبك التاريخيَّة، فشكَّل لجنةً لِأجل هذه الغاية ضمّت كُلًا من: إيليَّا أبو جودة، وكميل أبو صوان، ونينا جيديجيان، وجان فتَّال، وسليم حيدر، وخليل الهبري، وجان سكاف، وفؤاد صرُّوف، وعيّنت إيميه كتَّانة رئيسة لها، واختيرت سلوى السعيد مسؤولة عن النشاط المسرحي، وعُهد إلى مي عريضة كُل ما يختص بالحفلات الموسيقية.
توفيت مي عريضة يوم 13 أيَّار (مايو) 2018.

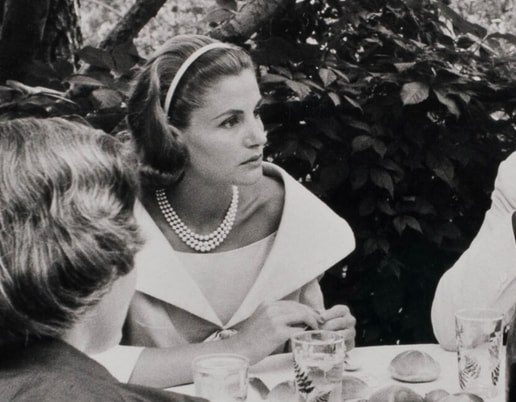
مي عريضة في عام 1965